# Мелітопольське вище професійне училище
Мелітопольське вище професійне училище - професійний навчальний заклад в Мелітополі. Училище готує верстатників, електромонтажників, слюсарів, штукатурів, малярів, перукарів.

## Історія
Училище відкрилося 1984 року як ПТУ № 40 і мало готувати кадри, насамперед, для заводу тракторних гідроагрегатів. У 1991 році ПТУ № 40 стало вищим професійним училищем. У 2010 році ВПУ-40 було перейменовано на Державний навчальний заклад Мелітопольське вище професійне училище.

## Директори
- Олександр Іванович Охотін - перший директор ПТУ № 40[3]
- Володимир Михайлович Анохін[4]